# 單色尾鯙
單色尾鯙（学名：Uropterygius concolor），輻鰭魚綱鰻鱺目鯙亞目鯙科的其中一種，其种加词“concolor”意为“同色的”。分布於印度太平洋區，從紅海、東非至馬克薩斯群島、社會群島海域、半鹹水域，棲息深度可達8公尺，體長可達50公分，生活在紅樹林沼澤、珊瑚礁，為底棲性魚類，屬肉食性，生活習性不明，可作為觀賞魚。